# Schachbundesliga 2002/03 (Frauen)
Die Saison 2002/03 war die zwölfte Spielzeit der Schachbundesliga der Frauen. Aus der 2. Bundesliga waren der SC Baden-Oos, der SC Leipzig-Gohlis und Weiß-Blau Allianz Leipzig (zuvor als SV Leipzig 1899) aufgestiegen. Während der SC Baden-Oos nur ein einziges Unentschieden abgab und damit deutscher Meister wurde, mussten die beiden Leipziger Vereine zusammen mit dem SK Holsterhausen direkt wieder absteigen.
Zu den gemeldeten Mannschaftskadern der teilnehmenden Vereine siehe Mannschaftskader der deutschen Schachbundesliga 2002/03 (Frauen).

## Abschlusstabelle
|     | Verein                        | Sp | G  | U | V | MP    | Brett-P.  |
| --- | ----------------------------- | -- | -- | - | - | ----- | --------- |
| 1.  | SC Baden-Oos (N)              | 11 | 10 | 1 | 0 | 21:1  | 50,5:15,5 |
| 2.  | Dresdner SC (M)               | 11 | 6  | 4 | 1 | 16:6  | 40,5:25,5 |
| 3.  | Hamburger SK                  | 11 | 7  | 2 | 2 | 16:6  | 38,0:28,0 |
| 4.  | SK Turm Emsdetten             | 11 | 6  | 2 | 3 | 14:8  | 38,0:28,0 |
| 5.  | USV Halle                     | 11 | 5  | 1 | 5 | 11:11 | 32,5:33,5 |
| 6.  | Rodewischer Schachmiezen      | 11 | 4  | 2 | 5 | 10:12 | 31,0:35,0 |
| 7.  | Karlsruher Schachfreunde      | 11 | 3  | 3 | 5 | 9:13  | 32,5:33,5 |
| 8.  | Rotation Berlin               | 11 | 4  | 1 | 6 | 9:13  | 29,5:36,5 |
| 9.  | SC Meerbauer Kiel             | 11 | 4  | 1 | 6 | 9:13  | 26,0:40,0 |
| 10. | Weiß-Blau Allianz Leipzig (N) | 11 | 2  | 2 | 7 | 6:16  | 27,5:38,5 |
| 11. | SK Holsterhausen              | 11 | 2  | 2 | 7 | 6:16  | 26,5:39,5 |
| 12. | SC Leipzig-Gohlis (N)         | 11 | 1  | 3 | 7 | 5:17  | 23,5:42,5 |

## Entscheidungen
|     | Deutscher Meister: SC Baden-Oos                                                                         |
|     | Abstieg in die 2. Bundesliga der Frauen: Weiß-Blau Allianz Leipzig, SK Holsterhausen, SC Leipzig-Gohlis |
| (M) | Meister der letzten Saison                                                                              |
| (N) | Aufsteiger der letzten Saison                                                                           |

## Kreuztabelle
| Ergebnisse | Ergebnisse                | 1. | 2. | 3. | 4. | 5. | 6. | 7. | 8. | 9. | 10. | 11. | 12. |
| ---------- | ------------------------- | -- | -- | -- | -- | -- | -- | -- | -- | -- | --- | --- | --- |
| 1.         | SC Baden-Oos              |    | 3  | 4½ | 4  | 4  | 4½ | 5  | 4½ | 4  | 6   | 5½  | 5½  |
| 2.         | Dresdner SC               | 3  |    | 3  | 4  | 4½ | 3  | 3  | 2½ | 4½ | 3½  | 4   | 5½  |
| 3.         | Hamburger SK              | 1½ | 3  |    | ½  | 3½ | 5  | 4  | 3½ | 6  | 4   | 3   | 4   |
| 4.         | SK Turm Emsdetten         | 2  | 2  | 5½ |    | 1½ | 4  | 4½ | 3½ | 5½ | 3½  | 3   | 3   |
| 5.         | USV Halle                 | 2  | 1½ | 2½ | 4½ |    | 3½ | 3½ | 3  | 4½ | 2   | 4½  | 1   |
| 6.         | Rodewischer Schachmiezen  | 1½ | 3  | 1  | 2  | 2½ |    | 3  | 3½ | 2½ | 3½  | 4   | 4½  |
| 7.         | Karlsruher Schachfreunde  | 1  | 3  | 2  | 1½ | 2½ | 3  |    | 4½ | 2  | 3   | 5   | 5   |
| 8.         | Rotation Berlin           | 1½ | 3½ | 2½ | 2½ | 3  | 2½ | 1½ |    | 2  | 3½  | 3½  | 3½  |
| 9.         | SC Meerbauer Kiel         | 2  | 1½ | 0  | ½  | 1½ | 3½ | 4  | 4  |    | 2½  | 3½  | 3   |
| 10.        | Weiß-Blau Allianz Leipzig | 0  | 2½ | 2  | 2½ | 4  | 2½ | 3  | 2½ | 3½ |     | 2   | 3   |
| 11.        | SK Holsterhausen          | ½  | 2  | 3  | 3  | 1½ | 2  | 1  | 2½ | 2½ | 4   |     | 4½  |
| 12.        | SC Leipzig-Gohlis         | ½  | ½  | 2  | 3  | 5  | 1½ | 1  | 2½ | 3  | 3   | 1½  |     |

## Die Meistermannschaft
| 1.            | SC Baden-Oos |
| Schachfiguren | Ketino Kachiani-Gersinska, Almira Scripcenco, Jekaterina Kowalewskaja, Nino Churzidse, Ekaterina Borulya, Tamara Klink, Elvira Berend, Jessica Nill, Iamze Tammert. |

## 2. Bundesliga
| Platz | Verein                     | M-Punkte | B-Punkte |
| ----- | -------------------------- | -------- | -------- |
| 1     | Krefelder SK Turm 1851 (A) | 11       | 25,0     |
| 2     | SK Chaos Mannheim (N)      | 10       | 26,0     |
| 3     | ISV Freibauer Eikamp       | 09       | 25,0     |
| 4     | TSV Schott Mainz           | 07       | 20,5     |
| 5     | SV 1920 Hofheim            | 06       | 19,0     |
| 6     | SV Wattenscheid            | 05       | 19,0     |
| 7     | SV Stuttgart-Wolfbusch     | 04       | 17,0     |
| 8     | SV Ahlen 54 (N)            | 04       | 16,5     |

| Platz | Verein                      | M-Punkte | B-Punkte |
| ----- | --------------------------- | -------- | -------- |
| 1     | SK Großlehna (N)            | 14       | 32,0     |
| 2     | TSV Zeulenroda              | 11       | 24,0     |
| 3     | FC Bayern München           | 09       | 24,0     |
| 4     | SG Augsburg 1873            | 09       | 22,0     |
| 5     | GW Waltershausen            | 06       | 20,5     |
| 6     | Rodewischer Schachmiezen II | 05       | 18,5     |
| 7     | USV Halle II                | 04       | 17,5     |
| 8     | SV Merseburg                | 01       | 15,0     |

| Platz | Verein              | M-Punkte | B-Punkte |
| ----- | ------------------- | -------- | -------- |
| 1     | Torgelower SV Greif | 7        | 17,0     |
| 2     | SV Chemie Guben     | 6        | 16,5     |
| 3     | SV Görlitz 1990     | 6        | 16,0     |
| 4     | USV Potsdam         | 5        | 15,0     |
| 5     | Dresdner SC II      | 4        | 13,5     |
| 6     | Glückauf Rüdersdorf | 2        | 12,5     |